# Aponychus schultzi
Aponychus schultzi är en spindeldjursart som först beskrevs av Blanchard 1940.  Aponychus schultzi ingår i släktet Aponychus och familjen Tetranychidae. Inga underarter finns listade i Catalogue of Life.